# Кильмезское (сельское поселение, Сюмсинский район)
Кильмезское — упразднённое муниципальное образование со статусом сельского поселения в Сюмсинском районе Удмуртии Российской Федерации.
Административный центр — село Кильмезь.

## История
Статус и границы сельского поселения установлены Законом Удмуртской Республики от 15 ноября 2004 года № 61-РЗ «Об установлении границ муниципальных образований и наделении соответствующим статусом муниципальных образований на территории Сюмсинского района Удмуртской Республики».
К 18 апреля 2021 года было упразднено в связи с преобразованием района в муниципальный округ.

## Население
| 2010  | 2012  | 2013  | 2014  | 2015  | 2016  | 2017  |
| ----- | ----- | ----- | ----- | ----- | ----- | ----- |
| 2691  | ↘2681 | ↘2661 | ↗2663 | ↘2611 | ↘2544 | ↘2480 |
| 2018  | 2019  | 2020  |       |       |       |       |
| ↘2415 | ↘2375 | ↘2301 |       |       |       |       |

## Состав сельского поселения
| № | Населённый пункт | Тип населённого пункта       | Население |
| - | ---------------- | ---------------------------- | --------- |
| 1 | Балма            | деревня                      | ↗107      |
| 2 | Кильмезь         | село, административный центр | ↗2574     |